# 林焜章
林焜章（16世紀—16世紀），字振世，福建興化府莆田縣人，明朝政治人物。

## 生平
林焜章是嘉靖三十七年（1558年）戊午科福建鄉試第五十三名舉人，三十八年（1559年）己未科會試中副榜，授六安州學正，督學御史耿定向看重他的操守，讓其弟耿定力跟他學習，陞國子監助教，隆慶四年（1570年）出為平樂府清軍同知，因平蠻功勞三次獲賜金幣，萬曆五年（1577年）陞澂江府知府，為政清慎，不曾收取琥珀空青等珍物，設立六所義學教育小童，遇上奸盜者則用廉恥感化，又親自處理公務，曾在屏風寫下：「不怒不嗔，和平養蒼生福，勿欺勿慢，忠直報聖主恩。」因母親逝世回鄉。
服闋，調馬湖府知府，當時地方需採木用兵之際，道路動亂不安，舊例上司差役需給戶馬，又會索取膝馬錢，人民苦不堪言，他就自行捐金買馬數十匹，用積粟飼養供應驛遞，自此罷去戶馬，馬湖人很是感激他。十四年（1586年）入覲，以年老去職，歸鄉二十多年只有一屋遮蔽風雨，足跡不入公門，已成為福建按察司副使的耿定力來到莆田，亦未能請求一見，感嘆兄長耿定向是如此知人。

## 引用
1. 1 2  光緒《莆田縣志·卷二十·人物志》：林焜章，字振世，文六世孫，嘉靖戊午鄉薦，以會試乙榜授六安州學正，從督學御史耿定向講學，重其操修，令與弟定力遊，旋擢國子助教，出丞平樂，以平蠻功三拜金幣之賜，九年晉守澂江，其地多琥珀空青諸珍物，焜章一無所湼；內艱服闋補馬湖，值採木用兵之際，道路騷然，故事上司差役得給戶馬，又例索膝馬錢，民殊不堪，焜章自捐金買馬數十匹，飼以積粟供驛遞，戶馬之罷自此始也，馬湖人尸祝之，丙戌入覲以老罷，歸居鄉二十餘年僅一室蔽風雨，足不及公門，耿督學定力校士至莆請一見而不可得，未嘗不嘆其兄為知人云。
2. ↑  道光《澂江府志·卷十三·名宦》：林焜章 莆田人，舉人，萬厯間任知府，清慎愷悌，置義學六以訓郡之童蒙，遇有奸盜化以廉恥，不事鞭笞，凡有勾攝即付告人，不遣隸卒，以內艱離任，士民思之。
3. ↑  四庫全書《雲南通志·卷十九·名宦 附忠烈》：林焜章，福建莆田人，萬厯間任知府，清慎愷悌，置義學六所以訓生童，遇有奸盜化以廉恥，不事鞭笞，凡有勾攝即付告人，不遣隸卒，嘗手題於屏曰：「不怒不嗔，和平養蒼生福，勿欺勿慢，忠直報聖主恩。」丁憂去，士民思之。